# أجاف يوتاهنسس

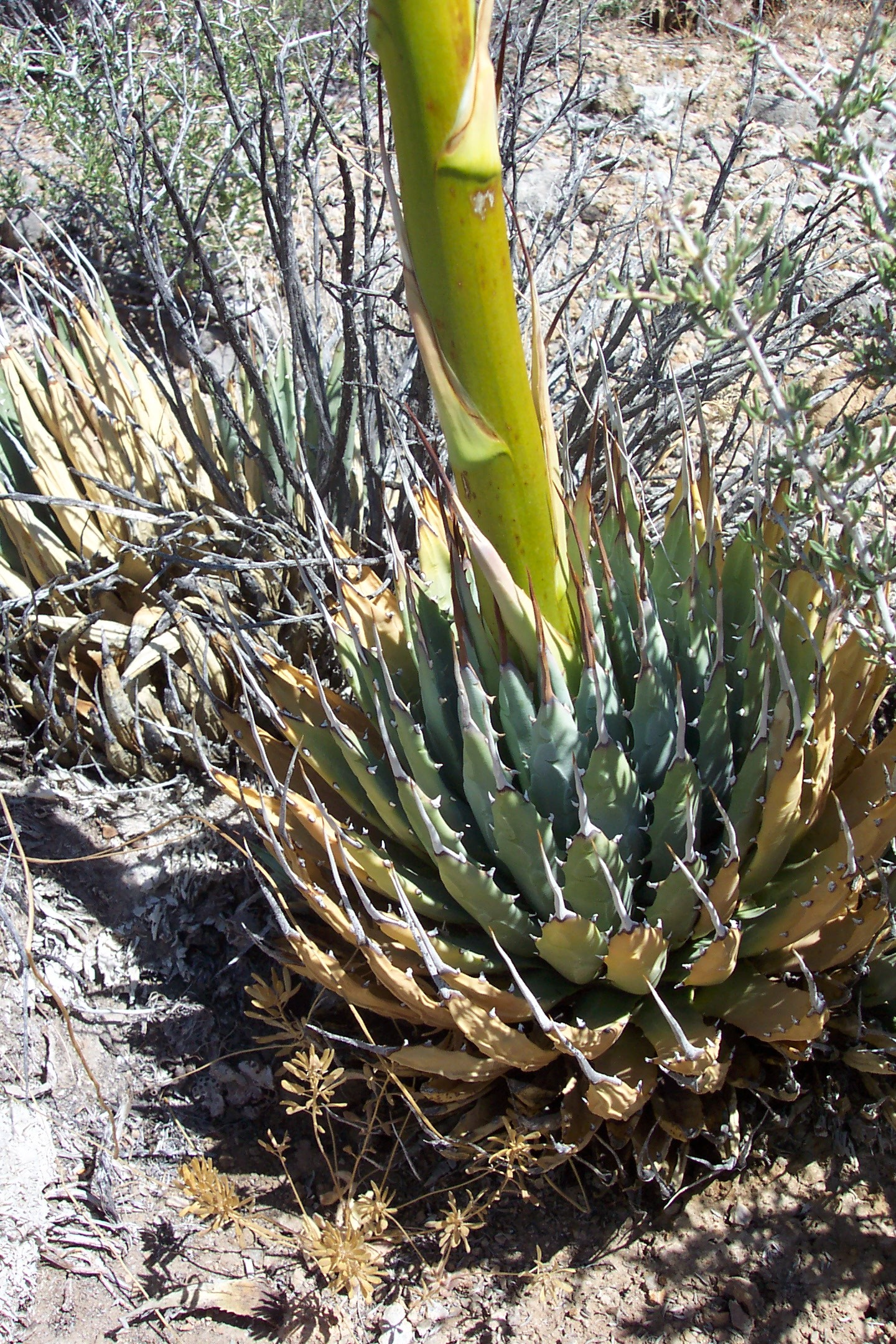

أجاف يوتاهنسس (الاسم العلمي: Agave  utahensis)، هو نبات ينتمي إلى هليونية (فصيلة: Asparagaceae).